# 아프가니스탄 국민이슬람 운동
아프가니스탄 국민이슬람 운동(페르시아어: جنبش ملی اسلامی افغانستان)은 아프가니스탄의 정당이다. 이 정당은 아프가니스탄 인민민주당 파샴 파벌의 주요 인사였던 압둘 라시드 도스툼에 의해 창당되었으며, 아프가니스탄 전쟁에 참전하였다. 현재 이 정당은 아프가니스탄 전쟁에서의 민간인 살해 및 인권 침해 혐의로 논란이 되고 있다.